# Цыганов, Пётр Иванович
Пётр Иванович Цыганов (21 марта 1924 — 4 июня 1978) — советский военнослужащий, участник Великой Отечественной войны, Герой Советского Союза, командир танкового взвода 1-го батальона 63-й гвардейской Челябинской танковой бригады 10-го гвардейского Уральского добровольческого танкового корпуса 4-й танковой армии 1-го Украинского фронта, гвардии младший лейтенант.

## Биография
Родился 21 марта 1924 года в селе Образцово ныне Щёлковского района Московской области в семье служащего. Член КПСС с 1955 года. Образование среднее. Окончил ремесленное училище в городе Калининграде Московской области, затем работал слесарем-инструментальщиком на заводе.
В Красной Армии с 1942 года. В 1943 году окончил Пушкинское танковое училище, затем Курсы усовершенствования командного состава. В марте 1944 года прибыл в 63-ю гвардейскую танковую бригаду. Отличился в боях за освобождение Польши.
15 января 1945 года, действуя в головном дозоре, гвардии младший лейтенант Цыганов вброд переправился через реку Чарна-Нида в районе населённого пункта Моравица. Его взвод в числе первых ворвался в город Хенцины, уничтожив при этом танк и 6-ствольный миномёт противника. В уличных боях экипаж уничтожил ещё два вражеских танка. Когда их Т-34 был подбит, танкисты, покинув машину, вступили в бой с вражеской пехотой. Отрезанные от своих танков, гвардейцы во главе с раненым Цыгановым выдержали невероятно тяжёлую схватку, пока на выручку не подоспели танки однополчан.
Указом Президиума Верховного Совета СССР от 10 апреля 1945 года за образцовое выполнение заданий командования и проявленные мужество и героизм в боях с немецко-фашистскими захватчиками гвардии младшему лейтенанту Цыганову Пётру Ивановичу присвоено звание Героя Советского Союза с вручением ордена Ленина и медали «Золотая Звезда».
После войны продолжал службу в армии. С 1953 года лейтенант Цыганов — в запасе. Вернулся в родное Подмосковье. Жил в городе Калининграде, работал слесарем на заводе. Последние годы жил в городе Ивантеевка, работал на Ивантеевском заводе спецтехоснастки слесарем. Умер 4 июня 1978 года. Похоронен на кладбище родного села Образцово.
Награждён орденами Ленина, Отечественной войны 2-й степени, медалями.